# China Agricultural University Gymnasium
Das China Agricultural University Gymnasium ist eine Sporthalle auf dem Campus der Landwirtschaftlichen Universität Chinas in der Hauptstadt Peking.
Anlässlich der Olympischen Sommerspiele 2008 begannen im Jahr 2005 die Bauarbeiten für die Halle. 2007 erfolgte die Eröffnung der 23.950 Quadratmeter großen Halle. Während der Spiele war die Halle Wettkampfstätte der Wettkämpfe im Ringen und verfügte über eine Kapazität von 8200 Sitzplätzen. Nach den Spielen wurde die Kapazität auf 6000 Plätze reduziert.